# Silvia Salis
Pour les articles homonymes, voir Salis.
Silvia Salis, née le 17 septembre 1985 à Gênes, est une athlète italienne spécialiste du lancer du marteau. Elle mesure 1,79 m pour 73 kg. Elle est maire de Gênes depuis 2025 à la tête d’une coalition de centre gauche.

## Carrière
Sa meilleure performance était un lancer de 71,77 m, réalisé à Los Realejos, le 15 mars 2009, lors de la Coupe d'Europe hivernale des lancers (3e), qu'elle n'améliore que deux ans après à Savone en 71,93 m (le 18 mai).
Elle a terminé 10e des Championnats d'Europe junior 2003 et 12e aux Championnats du monde junior 2004. Elle a également participé aux Jeux olympiques 2008, sans atteindre la finale. Elle remporte la médaille d'or aux Jeux méditerranéens 2009 à Pescara. Finaliste (6e) lors des Championnats d'Europe d'athlétisme 2010, elle termine 8e des Championnats d'Europe d'athlétisme par équipes 2011.
Elle remporte la médaille de bronze lors des Jeux méditerranéens 2013 à Mersin.

## Palmarès
| Date | Compétition         | Lieu    | Résultat | Marque  |
| ---- | ------------------- | ------- | -------- | ------- |
| 2009 | Jeux méditerranéens | Pescara | 1re      | 70,39 m |
| 2013 | Jeux méditerranéens | Mersin  | 3e       | 62,52 m |